# Coupe des champions de la CONCACAF 1964
La Coupe des champions de la CONCACAF 1964 était la édition de cette compétition.
La compétition étant complètement annulée, le champion est resté vacant.

## Compétition

### Phase de qualification

#### ZoneAmérique du Nord

##### Premier tour
| Date | Pays | Club         | Aller | Retour | Club                | Pays | Commentaire |
|      |      | Club América |       |        | Ukrainian Nationals |      |             |

Les deux équipes ont quitté le tournoi pour des raisons inconnues.

##### Deuxième tour
| Date | Pays | Club               | Aller | Retour | Club                      | Pays | Commentaire |
|      |      | Chivas Guadalajara |       |        | Vainqueur du premier tour |      |             |

Chivas Guadalajara n'avait pas d'adversaire alors il a quitté le tournoi.

#### ZoneAmérique Centrale

##### Premier tour
| Date              | Pays | Club          | Aller             | Retour            | Club                | Pays | Commentaire              |
| 20 / 27 septembre |      | CD Águila     | 1-2               | 2-1               | CSD Municipal       |      |                          |
| 11 octobre        |      | CSD Municipal | Match d'appui 2-1 | Match d'appui 2-1 | CD Águila           |      | Match joué au Guatemala. |
| 26 / 27 septembre |      | CD Olimpia    | 0-2               | 1-2               | Uruguay de Coronado |      | Match joués au Honduras. |

##### Deuxième tour
| Date       | Pays | Club          | Aller | Retour | Club                | Pays | Commentaire              |
| 1 novembre |      | CSD Municipal | 1-3   | 1-3    | Uruguay de Coronado |      | Match joué au Guatemala. |

#### ZoneCaraïbes

##### Premier tour
| Date                     | Pays | Club          | Aller | Retour | Club          | Pays | Commentaire |
| 24 septembre / 1 octobre |      | Maple FC      | 4-1   | 0-4    | SV Leo Victor |      |             |
| 8 / 10 octobre           |      | Aigle Noir AC | 4-1   | 2-2    | SC Veendam    |      |             |

##### Deuxième tour
| Date            | Pays | Club          | Aller | Retour | Club          | Pays | Commentaire |
| 1 / 15 décembre |      | SV Leo Victor | 2-1   | 1-1    | Aigle Noir AC |      |             |

### Phase Finale
| Date | Pays | Club          | Aller | Retour | Club                | Pays | Commentaire |
|      |      | SV Leo Victor |       |        | Uruguay de Coronado |      |             |

Les deux équipes ont quitté le tournoi pour des raisons inconnues.